# Поллерт, Лукаш
Лукаш Поллерт (чеш. Lukáš Pollert, чешское произношение: [ˈlukaːʃ ˈpolɛrt]) (родился 24 марта 1970 года в Праге) — чехословацкий и чешский каноист в гребном слаломе, принимал участие в соревнованиях с конца 1980-х до начала 2000-х годов. На двух летних Олимпийских играх он завоевал две медали в дисциплине C-1 (каноэ-одиночка, вес 14 кг, длина 520 см), золото — в 1992 году и серебро — в 1996 году.
Поллерт также завоевал серебряную медаль в дисциплине С-1 на чемпионате мира 1997 года по гребному слалому в Трес-Короас и на Кубке мира в дисциплине С-1 в 1993 году. На чемпионате Европы он завоевал в общей сложности четыре медали (2 «серебра» и 2 «бронзы»).
Лукаш Поллерт принял участие в «бархатной революции» 1989 года в Чехословакии, что, по его мнению, стало более важным делом, чем золотая медаль в Барселоне, которую он завоевал три года спустя.
Будучи доктором медицины, Поллерт работает в военном госпитале в Праге. Он опубликовал несколько книг с интервью с чешскими спортсменами («Lukáš Pollert se ptá»). Женат, имеет шесть детей — трех сыновей и трех дочерей.